# Arado SC II
L'Arado SC II fu un aereo da addestramento monomotore, biposto e biplano, sviluppato dall'azienda aeronautica tedesca Arado Flugzeugwerke GmbH alla fine degli anni venti.
Evoluzione del precedente SC I, e come questo destinato al mercato dell'aviazione civile, vi si differenziava principalmente per l'adozione di un più potente motore BMW Va. Ne furono prodotti 10 esemplari, tutti acquistati dalla Deutsche Verkehrsfliegerschule.

## Tecnica
L'SC II era un monomotore biplano dall'impostazione, per l'epoca, convenzionale.
La fusoliera era a sezione quadrangolare dotata di due abitacoli di pilotaggio aperti in tandem dotati di doppi comandi, con il posteriore riservato all'istruttore e l'anteriore per l'allievo pilota. Posteriormente terminava in una coda dall'impennaggio tradizionale monoderiva dai piani orizzontali controventati.
La velatura era del tipo biplano-sesquiplana a scalamento positivo, caratterizzata dal piano alare inferiore di superficie e apertura ridotte rispetto alle dimensioni di quello superiore e traslata verso la parte posteriore della fusoliera. Entrambe erano collegate tra loro tramite due montanti tubolari trasversali esterni ed un castello tubolare nei pressi della fusoliera.
Il carrello d'atterraggio era un biciclo classico fisso integrato posteriormente da un pattino d'appoggio posizionato sotto la coda.
La propulsione era affidata ad un motore BMW Va, un dodici cilindri a V raffreddato a liquido in grado di erogare una potenza massima di 320 PS (235 kW), abbinato ad un'elica bipala in legno a passo fisso.

## Utilizzatori
Germania
- Deutsche Verkehrsfliegerschule